# Шантарам (сериал)
«Шантарам» (англ. Shantaram) — американский драматический телесериал-триллер, основанный на одноимённом романе Грегори Дэвида Робертса. Главную роль в сериале сыграл Чарли Ханнэм. Премьерный показ проходил на Apple TV+ с 14 октября по 16 декабря 2022 года.

## Сюжет
Литературной основой сценария стал роман австралийского писателя Грегори Дэвида Робертса «Шантарам», впервые изданный в 2003 году и ставший международным бестселлером. Главный герой — писатель и бывший грабитель, который сбегает из австралийской тюрьмы и поселяется в Индии, где переживает множество приключений. Он ввязывается в местные криминальные разборки, а в это время за ним по пятам идёт австралийский сыщик.
В первом сезоне, ставшем последним, показаны события приблизительно первой четверти романа.

## В ролях
- Чарли Ханнэм — Лин («Шантарам»).
- Дэвид Филд — детектив Уолли Найтингейл.
- Шубхам Сараф — Прабакер «Прабху» Харре.
- Александр Сиддиг — Кадер Хан.
- Венсан Перес — Дидье.
- Антония Деспла — Карла.
- Суджая Дасгупта — Кавита.

## Список эпизодов
| №  | Название                                                                              | Режиссёр          | Автор сценария                                                          | Дата премьеры   |
| -- | ------------------------------------------------------------------------------------- | ----------------- | ----------------------------------------------------------------------- | --------------- |
| 1  | «The Three Nos» «Три отказа»                                                          | Бхарат Наллури    | Эрик Уоррен Сингер и Стив Лайтфут                                       | 14 октября 2022 |
| 2  | «Вниз и наружу» «Down and Out»                                                        | Бхарат Наллури    | Эрик Уоррен Сингер и Стив Лайтфут                                       | 14 октября 2022 |
| 3  | «Странные партнеры» «Strange Bedfellows»                                              | Бхарат Наллури    | Дэвид Мэнсон, Эрик Уоррен Сингер и Стив Лайтфут                         | 14 октября 2022 |
| 4  | «Плохая медицина» «Bad Medicine»                                                      | Йен Б. МакДональд | Бен Дубаш                                                               | 21 октября 2022 |
| 5  | «Грех в преступлении» «The Sin in the Crime»                                          | Йен Б. МакДональд | Кен Кристенсен                                                          | 28 октября 2022 |
| 6  | «Ходячий мертвец» «Dead Man Walking»                                                  | Йен Б. МакДональд | Мэрион Дэйр                                                             | 6 ноября 2022   |
| 7  | «Апо Вай Прана» «Apo Vai Pranah»                                                      | Бронуэн Хьюз      | Борнила Чаттерджи                                                       | 11 ноября 2022  |
| 8  | «Как во времена холеры» «Like in the Time of Cholera»                                 | Бронуэн Хьюз      | Эрик Бинсвангер                                                         | 18 ноября 2022  |
| 9  | «Мне остаться или идти» «Should I Stay or Should I Go»                                | Бронуэн Хьюз      | Брюс Маршалл Романс                                                     | 25 ноября 2022  |
| 10 | «Выкопать две могилы» «Dig Two Graves»                                                | Йен Б. МакДональд | Телесценарий: Аарон Спенсер Адаптация: Мариша Мукерджи                  | 2 декабря 2022  |
| 11 | «Банкет последствий» «Banquet of Consequences»                                        | Йен Б. МакДональд | Телесценарий: Брюс Маршалл Романс Адаптация: Мариша Мукерджи и Шон Грэй | 9 декабря 2022  |
| 12 | «Весь путь оттуда, чтобы добраться сюда» «All the Way From There Just to Get to Here» | Йен Б. МакДональд | Стив Лайтфут и Кен Кристенсен                                           | 16 декабря 2022 |

## Создание и оценки
Изначально предполагалось снять по «Шантараму» полнометражный фильм, но съёмки так и не начались. 7 июня 2018 года было объявлено, что Apple Inc. работает над телеэкранизацией романа для Apple TV+; непосредственно производством занялись компании Anonymous Content и Paramount Television. Автором сценария стал Эрик Уоррен Сингер, и он же занял должность исполнительного продюсера (вместе с Дэвидом Мэнсоном, Николь Клеменс, Стивом Голином и Андреа Бэррон). Главную роль получил Чарли Ханнэм. Съемки начались в октябре 2019 года в Австралии, в штате Виктория. Через месяц их перенесли в Индию, а в 2021 году — снова в Австралию. Общий бюджет проекта составил 100 миллионов долларов США. 14 сентября 2022 года на YouTube появился первый трейлер сериала.
Премьерный показ «Шантарама» прошёл на Apple TV+ с 14 октября по 16 декабря 2022 года. В декабре 2022 года стало известно, что сериал закрыт.
На сайте-агрегаторе отзывов Rotten Tomatoes «Шантарам» получил рейтинг 56 % со средней оценкой 5,9/10. Рецензенты с этого ресурса высоко оценили игру Чарли Ханнэма, но признали сюжет неинтересным. На сайте Metacritic сериал получил 62 балла из 100, что указывает на «в целом положительные отзывы». Обозреватель «Фильм.ру» охарактеризовал сериал как «изнурительную экранизацию» с максимально предсказуемым сюжетом, за главного героя которого «переживаешь не больше, чем за соседа по лестничной клетке». По мнению рецензента «Киноафиши», «Шантарам» — сериал «более новаторский, чем другие однотипные американо-индийские проекты» благодаря актёрской игре, мизансценам и «гламуризации трущоб».